# Aubin Bigorie du Chambon
Pour les articles homonymes, voir Bigorie et Chambon.
Aubin Bigorie du Chambon, né le 13 août 1757 à Lubersac (Corrèze) et mort tué par la garde nationale le 20 novembre 1793, est un député régicide.

## Biographie
Issu de la famille de Bigorie, Aubin Bigorie du Chambon est membre du directoire départemental lorsqu'il est élu député de la Corrèze, le quatrième sur sept, à la Convention nationale. Il siège sur les bancs de la Gironde. Il est élu au Comité de Sûreté générale le 9 janvier 1793 et au Comité de Surveillance des Subsistances des Armées le 12 mai 1793, où il siège aux côtés de Ramel-Nogaret, Boissy d'Anglas, Dupont de Bigorre, Lidon, Couthon, Delacroix (de la Marne), et Dornier.  
Lors du procès de Louis XVI, il vote pour la mort en sollicitant l'appel au peuple et en demandant que « l'assemblée délibère promptement sur le sort des Bourbons ». Il s'abstient de voter sur la question du sursis. Il vote en faveur de la mise en accusation de Marat et en faveur du rétablissement de la Commission des Douze. Il est dénoncé en mai 1793 par Marat dans son journal Le Publiciste de la République française et par la Commune insurrectionnelle de Paris. Il est mis en état d'arrestation à son domicile parisien à l'issue de la journée du 2 juin. Il s'enfuit en province et est déclaré traître à la patrie le 28 juillet 1793.  
Il est retrouvé dans sa ville natale et, opposant résistance à la garde nationale venue l'arrêter, il est tué le 20 novembre 1793.

## Sources
- « Aubin Bigorie du Chambon », dans Adolphe Robert et Gaston Cougny, Dictionnaire des parlementaires français, Edgar Bourloton, 1889-1891 [détail de l’édition]